# Snow Strippers
Snow Strippers es un dúo estadounidense de música electrónica formado en Detroit, Míchigan, en 2021. Primero ganaron prominencia en línea como parte del resurgimiento de la sordidez indie en 2021 antes de lanzar su álbum debut homónimo en 2022 y los mixtapes April Mixtape 2 y April Mixtape 3 en 2022 y 2023, respectivamente.

## Historia
Tatiana Schwaninger nació y creció en Clearwater, Florida, donde conoció al productor discográfico Graham Perez en 2018. Los dos se hicieron cercanos después de conocerse en Tinder en 2018 y pronto se mudaron juntos a Detroit antes de mudarse a la ciudad de Nueva York.
Los dos comenzaron a hacer música como Snow Strippers a finales de 2021, con Schwaninger cantando y Pérez como productor. Antes de la formación del dúo, Schwaninger no había hecho música. Lanzaron música bajo su propio sello, Nice Bass Bro, incluido su álbum debut homónimo de 2022 y su mixtape April Mixtape 2 de 2022, hasta que firmaron con Surf Gang Records en 2023. Su primer disco lanzado a través de este último sello fue su tercer mixtape, April Mixtape 3, en mayo de 2023, que fue precedido por los sencillos "Under Your Spell" y "Don't You Feel". Aparecieron en el álbum Pink Tape del rapero estadounidense Lil Uzi Vert en junio de 2023. Lanzaron el EP Night Killaz Vol. 1 el 24 de noviembre de 2023, a través de Surf Gang Records, precedido por el sencillo "Just Your Doll". El siguiente álbum del dúo, Night Killaz, vol. 2, fue lanzado el 8 de mayo de 2024.

## Estilo musical
La música de Snow Strippers se ha descrito principalmente como música electrónica; la han descrito como EDM y también como electropop. Contiene elementos de new rave, witch house, electroclash, shoegaze, hyperpop y techno, y frecuentemente se ha comparado con la música del dúo electrónico canadiense Crystal Castles. Robin Murray de Clash comparó su "sonido digitalizado con una crudeza parecida al punk" con la banda electrónica estadounidense Salem. Sophie Walker de Pigeons and Planes escribió que su música era "basura y decididamente fuera de lugar, como una película de Harmony Korine". Matt Weinberger de Paper describió la música del dúo como "un sonido electrónico y helado", mientras que Mitch Stevens de The Line of Best Fit escribió que su música era un "caos electrónico".

## Discografía

### Álbumes de estudio
| Título             | Detalles |
| ------------------ | --- |
| The Snow Strippers | - Publicado: 30 de junio de 2022 - Sello discográfico: Nice Bass Bro - Formato: CD, descarga digital, streaming |

### Mixtapes
| Título          | Detalles |
| --------------- | --- |
| April Mixtape   | - Publicado: 20 de abril de 2022 - Sello discográfico: Nice Bass Bro - Formato: Descarga digital, streaming          |
| April Mixtape 2 | - Publicado: 15 de septiembre de 2022 - Sello discográfico: Nice Bass Bro - Formato: CD, descarga digital, streaming |
| April Mixtape 3 | - Publicado: 5 de mayo de 2023 - Sello discográfico: Surf Gang Records - Formato: CD, descarga digital, streaming    |

### Extended plays
| Título              | Detalles |
| ------------------- | --- |
| Night Killaz Vol. 1 | - Publicado: 24 de noviembre de 2023 - Sello discorgráfico: Surf Gang Records - Formato: Descarga digital, streaming |
| Night Killaz Vol. 2 | - Publicado: 8 de mayo de 2024 - Sello discográfico: Surf Gang Records - Formato: Descarga digital, streaming        |

### Sencillos
| Título                                    | Año  | Posiciones pico en el gráfico | Álbum               |
| Título                                    | Año  | US Dance                      | Álbum               |
| ----------------------------------------- | ---- | ----------------------------- | ------------------- |
| "Keep Holding On"                         | 2021 | —                             | The Snow Strippers  |
| "Anthems"                                 | 2022 | —                             | The Snow Strippers  |
| "Every Night"                             | 2022 | —                             | The Snow Strippers  |
| "Know My Name"                            | 2022 | —                             | The Snow Strippers  |
| "Insane Like Me"                          | 2022 | —                             | The Snow Strippers  |
| "Passionate Highs"                        | 2022 | —                             | The Snow Strippers  |
| "Colliding Walls" / "Killing" / "Fantasy" | 2022 | —                             | The Snow Strippers  |
| "I Know What You Are Thinking"            | 2022 | —                             | The Snow Strippers  |
| "Time Warp Angels"                        | 2022 | —                             | The Snow Strippers  |
| "Tragic Surprise"                         | 2022 | —                             | The Snow Strippers  |
| "Genocide"                                | 2022 | —                             | The Snow Strippers  |
| "Candy"                                   | 2023 | —                             | Sencillo sin álbum  |
| "It's Goin Bad" / "Lacerate"              | 2023 | —                             | April Mixtape 3     |
| "Under Your Spell" / "Don't You Feel"     | 2023 | 11                            | April Mixtape 3     |
| "Just Your Doll"                          | 2023 | —                             | Night Killaz Vol. 1 |
| "So What If I'm a Freak"                  | 2024 | —                             | Night Killaz Vol. 2 |

### Otras canciones registradas
| Título                                               | Año  | Posiciones pico en el gráfico | Posiciones pico en el gráfico | Álbum     |
| Título                                               | Año  | US Bub.                       | US R&B/HH                     | Álbum     |
| ---------------------------------------------------- | ---- | ----------------------------- | ----------------------------- | --------- |
| "Fire Alarm" (Lil Uzi Vert featuring Snow Strippers) | 2023 | 1                             | 41                            | Pink Tape |